# O stea cade din cer (film din 1961)
O stea cade din cer (titlul original: în germană Ein Stern fällt vom Himmel) este un film de comedie austro–west-german, realizat în 1961 de regizorul Géza von Cziffra, protagoniști fiind actorii Ina Bauer, Toni Sailer, Gunther Philipp și Susi Nicoletti.

## Rezumat
Helga Held este steaua în devenire pe cerul patinajului artistic german. Dar cu puțin timp înainte de începerea campionatului german, se prăbușește sub tensiunea creată și își publică retragerea. Mama ei Käthe anunță că Helga nu va mai purta niciodată patine. Acest lucru însă nu îl împiedică pe bancherul John Michael Markus să ofere organizatorilor Willy Barsch și Arnold Klappe finanțare pentru revista lor pe gheață, dacă o pot angaja pe Helga Held pentru revistă, în termen de o săptămână. Ambii bărbați eșuează deja din cauza lui Käthe și a refuzului hotărât. Helga Held avea oricum a doua zi să înceapă lucrul la un nou loc de muncă.
Willy Barsch și nepotul său Heinz Normann recunosc o lacună în oferta de contract a lui Markus. Nu este stipulat nicăieri ca Helga Held să meargă la patinaj. De asemenea, contractul nu spune că Helga Held trebuie să fie patinatoarea artistică.
Ambii angajează rapid o Helga Held pentru revista pe gheață, care se întâmplă să lucreze ca designer de costume și, prin urmare, poate decora revista. Cu ajutorul unui avocat, Willy și Heinz formulează o telegramă către Markus în care anunță angajamentul lui Helga Held și cer un avans pentru organizarea revistei. Heinz o pune pe tânără să predea telegrama la ghișeul oficiului poștal de la hotelul ei din Villars, unde tocmai a început să lucreze adevărata Helga Held. Este confuză pentru că a crezut că a stat incognito la hotelul unchiului ei. Pentru a fi în siguranță, acum se numește Helga Kürti. Heinz este impresionat de frumoasa femeie și o invită într-o excursie. Amândoi petrec timpul la piscină și mai târziu pe munte, unde Heinz o învață să schieze. El îi salvează și viața și cei doi devin mai apropiați. La zborul de întoarcere, Helga vrea să știe ce este cu fatala Helga Held, iar Heinz îi mărturisește că este o jumătate de coțcărie, ceea ce asigură finanțarea revistei pe gheață.
Între timp, Arnold Klappe a trimis-o pe secretara Barbara Lang la Villars ca să spioneze. O vede pe Helga, designerul de costume pentru patinatori și își dă seama că sau este o păcăleală, sau că Helga Held și-a pierdut talentul. Arnold Klappe își vede șansa și îl convinge pe Markus că a fost mințit. Călătoresc împreună la Villars. Aici Willy Barsch crede că totul este pierdut. El vrea să o convingă pe designeră să nu se arate în fața lui Markus și Klappe, dar când Helga Held apare brusc în cameră și este întâmpinată cu entuziasm de designera de costume ca omonima ei. Abia acum Heinz realizează că a fost cu adevărata Helga Held tot timpul. În cele din urmă, pășește pe gheață în fața lui Markus și Klappe, salvându-l astfel pe Willy Barsch. Arnold Klappe anunță răzbunare și o răpește pe Helga Held în drum spre Geneva unde este programată premiera revistei pe gheață în aceea seară. Heinz, cu ajutorul poliției și a schiorilor, reușește să oprească mașina răpitorului și să o elibereze pe Helga care în cele din urmă, ajunge la Geneva la timp și apare în revista pe gheață. Imaginea finală a revistei îi arată pe Helga și Heinz pe gheață ca miri.

## Distribuție
- Ina Bauer – Helga Held
- Toni Sailer – Heinz Normann
- Gunther Philipp – Willy Barsch
- Susi Nicoletti – Käthe Held
- Ruth Stephan – Helga Held
- Rolf Olsen – Arnold Klappe
- Oskar Sima – John Michael Markus
- Hans Olden – Onkel Richard Kürti
- Hubert von Meyerinck – avocatul
- Walter Varndal – Männchen
- Sieglinde Thomas – Barbara Lang
- Edith Peters – dra. Pfeffer
- Lucien Meyer – dl. Meyer
- Heribert Meisel –  reporterul de la radio
- Raoul Retzer – Fernand
- C. W. Fernbach – Pierre

## Melodii din film
În film dansează și face balet pe ghiață Wiener Eisrevue; Mai poate fi văzut și cimpanzeul care patinează pe gheață, Mr. Jackie. În film sunt cântate câteva hituri:
- Toni Sailer: Tonight, my Darling
- Fuc Leclerc: Am Boulevard d’Amour
- Wyn Hoop: „Ein Stern fällt vom Himmel” (O stea cade din cer)
- Inge Brandenburg: Harry’s kleiner Ball-Salon